# Магомедов, Магомедтагир Шарабудинович
Магомедтагир Шарабудинович (Шарапутдинович) Магомедов (7 ноября 1966) — российский тхэквондист, тренер, Заслуженный тренер России.

## Биография
Является обладателем третьего дана по тхэквондо, воспитанник Гусейна Магомаева. С 1996 года работает тренером в халимбекаульской школе «Пять сторон света». 30 июня 2022 года ему было присвоено звание заслуженный тренер России. 1 июля 2022 года за обеспечение успешной подготовки спортсменов, добившихся высоких спортивных достижений на Играх XXXII Олимпиады и XVI Паралимпийских летних играх 2020 года в городе Токио (Япония) был удостоен Медаль ордена «За заслуги перед Отечеством» II степени . 15 сентября 2022 года в день единства народов Дагестана Глава Республики Дагестан Сергей Меликов вручил ему данную государственную награду.

## Известные воспитанники
- Атаев, Зайнутдин Ильмутдинович — призёр Паралимпиады-2021 в Токио[5];